# BBÖ 1070
Die Reihen 1070 und 1070.1 waren elektrisch angetriebene Verschub-Lokomotivreihen der BBÖ.

## Geschichte

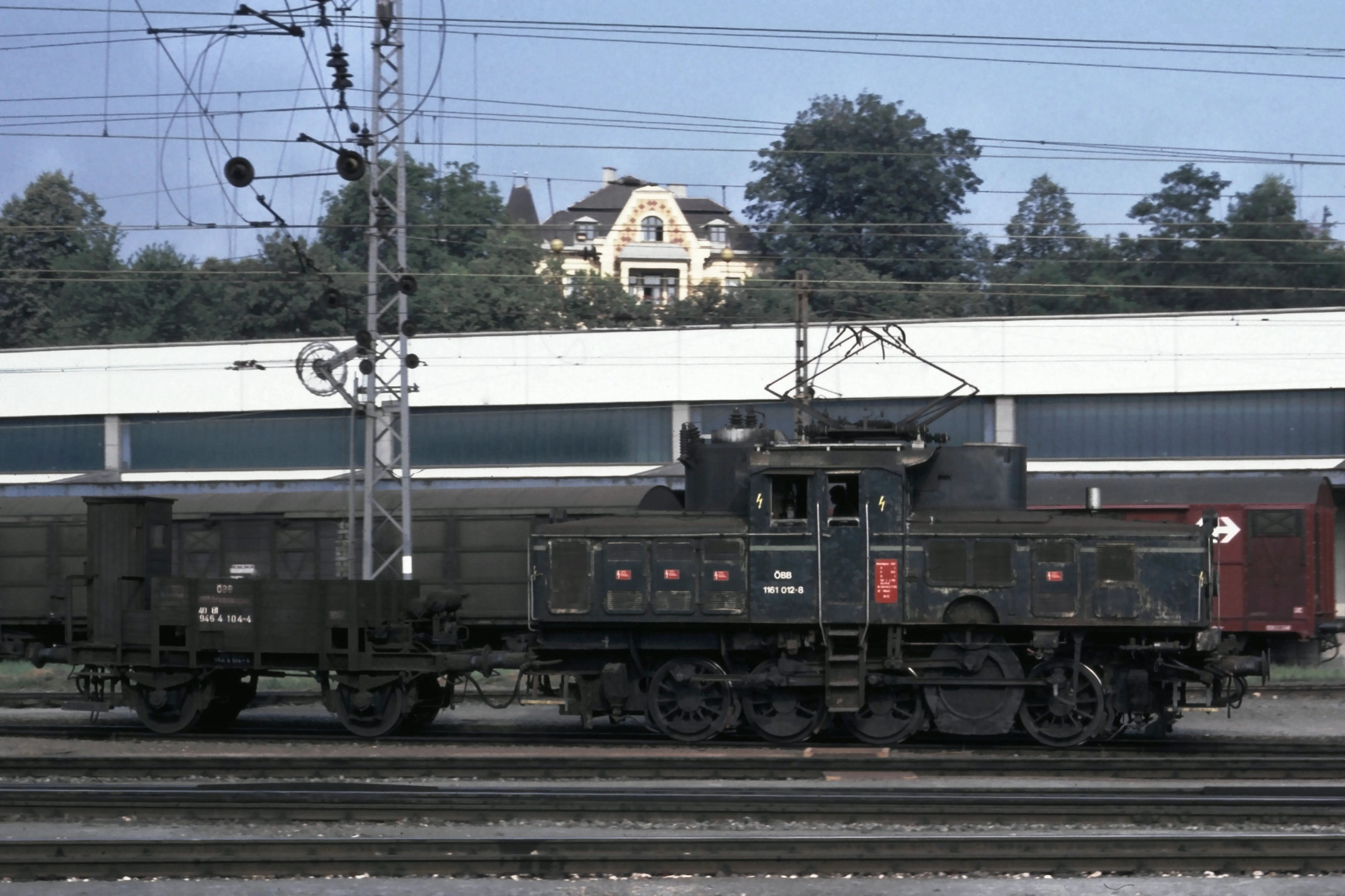
1161.012-8 in Villach-Westbahnhof (3. August 1986)

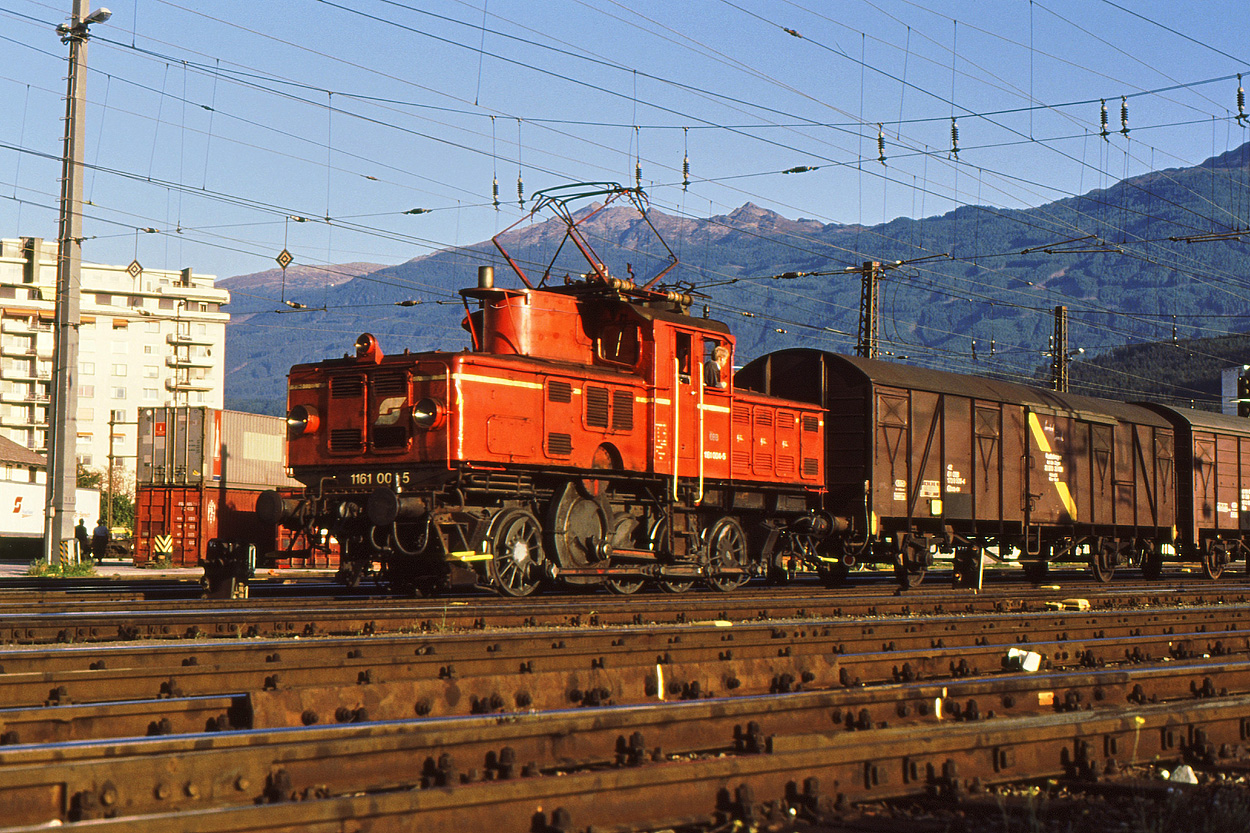
1161 006-5 in Innsbruck (1992)

Durch die sich in Westösterreich rasch ausbreitende Elektrifizierung entstand bereits in den frühen 1920er Jahren Bedarf an leistungsstarken Verschublokomotiven, um die meist von alten Dampflokomotiven übernommenen Verschubfahrten zu rationalisieren. Die neuen Lokomotiven sollten für den leichten Verschubdienst in Bahnhöfen, den leichten Streckendienst und den Dienst auf Ablaufbergen geeignet sein sowie eine Höchstgeschwindigkeit von 40 km/h und eine maximale Achslast von 14 t aufweisen. Die BBÖ bestellten im Jahre 1925 drei derartige Lokomotiven bei AEG in Wien (elektrischer Teil) und der Lokomotivfabrik Floridsdorf (mechanischer Teil); noch im selben Jahr wurde der Auftrag um zwei Lokomotiven aufgestockt. Die Ablieferung der Maschinen an die BBÖ erfolgte im Jahre 1926. Die Lokomotiven wurden als 1070.01–05 in den Bestand der BBÖ aufgenommen. Danach folgten 16 Stück der geringfügig modifizierten Reihe 1070.1 (vgl. Tabelle), die zwischen 1928 und 1932 geliefert wurden.
Nach dem Anschluss Österreichs an das Deutsche Reich wurden die Lokomotiven, die sich nun im Bestand der Deutschen Reichsbahn befanden, umgezeichnet: Die Reihe 1070 wurde zur E 61, die 1070.1 zur E 61.1. In den Jahren 1940 und 1941 wurden sechs weitere Lokomotiven der Reihe E 61.1 beschafft. Die E 61 103 war ein Kriegsverlust; alle anderen Maschinen wurden nach dem Zweiten Weltkrieg von den Österreichischen Bundesbahnen übernommen und als 1061 (ex E 61) und 1161 (ex E 61.1) bezeichnet.
Die Lokomotiven erfüllten die in sie gesteckten Erwartungen recht gut und blieben ohne größere Umbauten. Die letzte Vertreterin der Reihe 1061, die 1061 002, wurde am 1. April 1993 ausgemustert; die Ausmusterung der Reihe 1161 erfolgte bis 1994.

## Verbleib
Folgende Lokomotiven sind bis heute erhalten geblieben:
| Nummer     | Baujahr | Farbgebung                 | Eigentümer               | Standort                                    |
| ---------- | ------- | -------------------------- | ------------------------ | ------------------------------------------- |
| 1061.002   | 1926    | grün                       | ÖGEG                     | Ampflwang                                   |
| 1161.012-8 | 1932    | grün                       | NBiK                     | St. Veit an der Glan                        |
| 1161.017-7 | 1940    | grün (Neulack um 2015 rot) |                          | Bischofshofen (Denkmal)                     |
| 1161.019-3 | 1940    | rot                        | ÖGEG                     | Salzburg (2015 betriebsfähig aufgearbeitet) |
| 1161.020-1 | 1940    | rot                        | Lienzer Eisenbahnfreunde | Lienz                                       |

Die 1161 015 wurde nach ihrer Ausmusterung zur Vorheizanlage umgebaut und als solche auf mehreren Bahnhöfen eingesetzt, ehe sie 2009 verschrottet wurde.